# Francesco Rosetta
Francesco Rosetta (9. říjen 1922, Biandrate, Italské království – 8. prosinec 2006, Galliate, Itálie) byl italský fotbalový obránce.
Začal hrát za Novaru v roce 1941 ve druhé lize. Po třech letech jej koupil Turín a hned v první sezoně vyhrál titul (1946/47). Po roce odešel do Alessandrie, jenže po sestupové sezoně odešel do Fiorentiny. Za fialky hrál až do roku 1957. Za těch devět let získal v sezoně 1955/56 titul a zahrál si ve finále poháru PMEZ 1956/57. Odehrál 245 utkání a vstřelil 2 branky. Kariéru zakončil ve Švýcarsku v roce 1959 v dresu Lugana.
Za reprezentaci odehrál 7 utkání.

## Hráčská statistika
| Sezóna  | Klub        | Liga      | Liga   | Liga | Ligové poháry | Ligové poháry | Ligové poháry | Kontinentální poháry | Kontinentální poháry | Kontinentální poháry | Celkem | Celkem |
| Sezóna  | Klub        | Soutěž    | Zápasy | Góly | Soutěž        | Zápasy        | Góly          | Soutěž               | Zápasy               | Góly                 | Zápasy | Góly   |
| ------- | ----------- | --------- | ------ | ---- | ------------- | ------------- | ------------- | -------------------- | -------------------- | -------------------- | ------ | ------ |
| 1941/42 | Novara      | Serie B   | 11     | 0    | IP            | 2             | 0             | -                    | 0                    | 0                    | 13     | 0      |
| 1942/43 | Novara      | Serie B   | 32     | 0    | -             | 0             | 0             | -                    | 0                    | 0                    | 32     | 0      |
| 1945/46 | Novara      | Serie B-C | 22     | 0    | -             | 0             | 0             | -                    | 0                    | 0                    | 22     | 0      |
| 1946/47 | Turín       | Serie A   | 13     | 0    | -             | 0             | 0             | -                    | 0                    | 0                    | 13     | 0      |
| 1947/48 | Alessandria | Serie A   | 32     | 0    | -             | 0             | 0             | -                    | 0                    | 0                    | 32     | 0      |
| 1948/49 | Fiorentina  | Serie A   | 33     | 1    | -             | 0             | 0             | -                    | 0                    | 0                    | 33     | 1      |
| 1949/50 | Fiorentina  | Serie A   | 36     | 0    | -             | 0             | 0             | -                    | 0                    | 0                    | 36     | 0      |
| 1950/51 | Fiorentina  | Serie A   | 29     | 0    | -             | 0             | 0             | -                    | 0                    | 0                    | 29     | 0      |
| 1951/52 | Fiorentina  | Serie A   | 34     | 1    | -             | 0             | 0             | -                    | 0                    | 0                    | 34     | 1      |
| 1952/53 | Fiorentina  | Serie A   | 14     | 0    | -             | 0             | 0             | -                    | 0                    | 0                    | 14     | 0      |
| 1953/54 | Fiorentina  | Serie A   | 33     | 0    | -             | 0             | 0             | -                    | 0                    | 0                    | 33     | 0      |
| 1954/55 | Fiorentina  | Serie A   | 31     | 0    | -             | 0             | 0             | -                    | 0                    | 0                    | 31     | 0      |
| 1955/56 | Fiorentina  | Serie A   | 20     | 0    | -             | 0             | 0             | -                    | 0                    | 0                    | 20     | 0      |
| 1956/57 | Fiorentina  | Serie A   | 15     | 0    | -             | 0             | 0             | PMEZ                 | 3                    | 0                    | 18     | 0      |
| 1957/58 | Verona      | Serie A   | 23     | 0    | IP            | 8             | 0             | -                    | 0                    | 0                    | 23     | 0      |
| Celkově | Celkově     | Celkově   | 378    | 2    | -             | 2             | 0             | -                    | 3                    | 0                    | 383    | 2      |

## Hráčské úspěchy

### Klubové
- 2× vítěz italské ligy (1946/47, 1955/56)

### Reprezentační
- 1× na MP (1948–1953)